# 马特维·勃兰切尔
马特维·伊萨科维奇·勃兰切尔（俄语：Матве́й Исаа́кович Бла́нтер，1903年2月10日—1990年9月27日），苏联犹太人作曲家，也曾创作众多苏联流行歌曲和电影音乐，知名作品有《喀秋莎》（1938年），至今国际上仍在演出。1975年前，勃兰切尔一直作为作曲家，创作了2000多首歌曲。